# Zsolnay Múzeum
A Zsolnay Múzeum a Janus Pannonius Múzeum állandó kiállítása, mely Pécs legrégebbi ma is álló lakóházában, a Káptalan u. 2.-ben található. A kiállításon a gyár díszművei láthatók kronológiai sorrendben, ezen belül stílusirányzatok, tervezők szerinti csoportosításban. A kiállítás része az 1990-ben megnyílt Zsolnay-emlékszoba, amely a Zsolnay család bútorait, berendezési  és dísztárgyait, valamint a családtagokról készült festményeket, rajzokat és fényképfelvételeket mutatja be.

## Az épület története

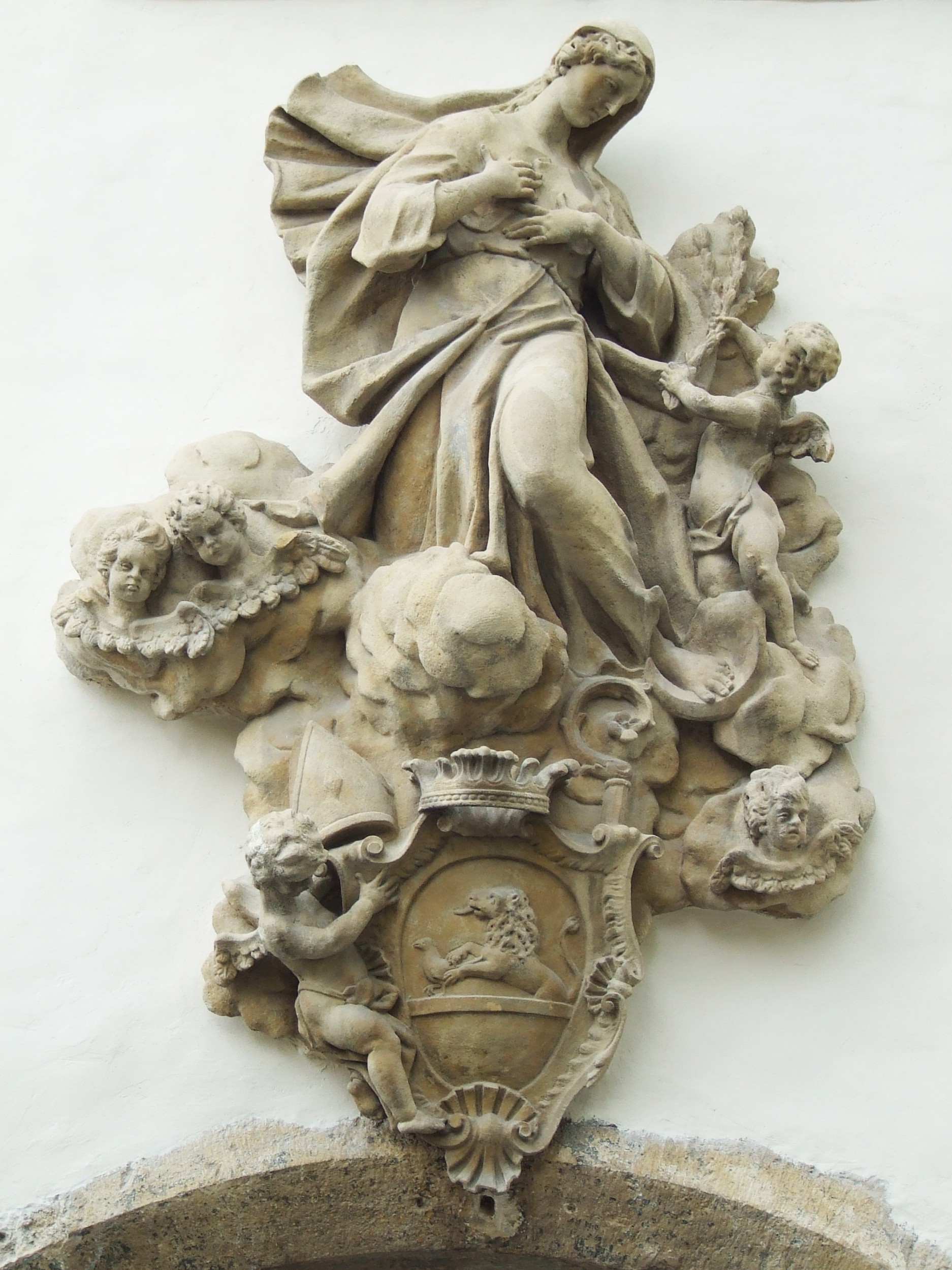
Dombormű a pécsi Zsolnay Múzeum homlokzatán.

A többször átépített műemlék épületről az első írásos feljegyzés 1324-ből való. Homlokzatán reneszánsz freskómaradványok láthatók. 1477-ben ebben az épületben alapította Magyarország első nyilvános könyvtárát Handó György prépost.
1844-ben Piatsek Antal építette át a jelenleg ismert formájúra az épületet. Az 1930-as években kisebb restauráláson esett át, majd 1955-ben, a kiállítás beköltözése előtt is kisebb átalakítás történt. Ezután ötven éven keresztül lényegi módosítás nem történt; 2005 és 2007 között restaurálták az épületet teljes körűen.
Korábban az épület fala freskókkal volt díszítve, ám egy felújítás során ennek nagy része lekopott.  2006 óta esténként a freskó valószínűsíthető képét vetítik rá két vetítőberendezés segítségével.

## A kiállítás története
A Janus Pannonius Múzeum gyűjteményét a pécsi Városi Múzeum Zsolnay kollekciója alapozta meg, amely történeti áttekintést ad a díszmű gyártásról, és amely 1907-ben Zsolnay Miklós ajándékaként került a gyűjteménybe. A Zsolnay család 1928-ban múzeumot alapított Zsolnay Vilmos születésének 100. évfordulója alkalmából. Ezt a több ezer darabot számláló gyári kollekciót  1948-ban a család tanulmányi gyűjteményével együtt államosították és 1951-től vették fel a Janus Pannonius Múzeum leltárába.  Építészeti kerámiák és tervrajzok, a díszművekhez készült kiviteli tervek és a gyár működésével kapcsolatos dokumentumok, oklevelek kerültek a múzeum gyűjteményébe személyes vonatkozású fotókkal, levelekkel együtt.
A gyárat 1853-ban alapította Zsolnay Miklós pécsi kereskedő, Ignác fia számára. Az akkor még pár emberrel működő kis manufaktúrát 1865-ben vette át Zsolnay Vilmos, aki a kezdeti években a technológia fejlesztésével és anyagkísérletekkel foglalkozott. Első sikerét az 1873-as bécsi világkiállításon érte el, majd az 1878-as párizsi világkiállítás hozta meg Zsolnay Vilmos számára a nemzetközi sikert. Az ott bemutatott  találmányával, a magastüzű mázzal díszített porcelánfajansszal elnyerte a kiállítás aranyérmét és a francia kormánytól becsületrendjét.
A 19. század utolsó harmadában a díszkerámiák a historizmus jegyében születtek. A különböző történeti stílusformák, kultúrák, technológiák  megismerése és felhasználása fontos szerepet játszott az iparművészet fogalmának kialakulásában és a művészi igényű tárgytervezésben. A „Pannónia” stílusú díszedények a bronzkori mészbetétes régészeti leletek után készültek.
A „verde antique” díszedények zöld mázukról kapták nevüket, szintén az 1870-es évek jellegzetes gyártmányai. Ezekben az években Zsolnay Vilmos maga is tervezett. A Degenfeld grófnő számára készült kobalt rajzos készlet minden bizonnyal az ő munkája. 1875-től leányai, Teréz és Júlia is részt vettek a tervező munkában. Autodidaktaként kezdték, de nagyon gyorsan jutottak el a művészi szintű iparművészeti munkához. Teréz népi motívumokat és az „úri hímzés” motívumait dolgozta fel, Júlia orientalista stílusban tervezett. Előszeretettel nyúlt az izniki (oszmán-török) és a japán formavilághoz. A lengyel születésű Sikorski Tádé, Zsolnay Júlia férje 1883-tól állt a gyár szolgálatában, nevéhez számos művészi értékű terv fűződik.

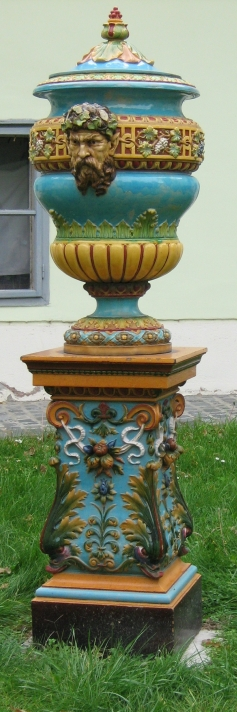

Zsolnay Vilmos az 1890-es években kísérletezte ki Wartha Vince és Petrik Lajos kísérleti eredményei alapján sajátos redukált lüsztertechnikáját, az ún. eozint. Az eozintechnikát az 1896-os Országos Millenniumi Kiállításon mutatták be, a nagy sikert arató új technika inspirálta a gyárban az új stílus, a szecesszió kibontakozását. Fiatal iparművészek, Apáti Abt Sándor, Darilek Henrik, Hidassy Pillo Sándor, Mack Lajos, Nikelszky Géza tervei alapján készültek az önálló plasztikai értékű, gyakran szimbolikus jelentésű díszkerámiák. Zsolnay Vilmos 1900-ban bekövetkezett halálakor a gyár vezetését fia, Zsolnay Miklós vette át. Az 1910 körüli években egyszerűsödtek a díszműáruk formái és technikai kivitele is, előtérbe került a kisplasztikák gyártása.
A gyár virágkorának az első  világháború vetett véget. A trianoni békeszerződést követően elvesztették piacaik és nyersanyag-lelőhelyeik túlnyomó részét. A két világháború között főként máz alatt festett porcelánfigurák, díszedények gyártásával foglalkoztak, de az 1920-as évek közepén felújították az eozintechnikát is, bár egyszerűbb formában.
A gyár gazdasági alapjait az 1890-es évek végétől az építészeti kerámia, kályhacsempe  és burkolólap, ipari porcelán, később a szaniter áruk gyártása biztosította. A Zsolnay gyárat 1948-ban államosították. Ma is működik Zsolnay Porcelánmanufaktúra Zrt. néven.

## Külső hivatkozások
- A Janus Pannonius Múzeum oldaláról.
- A Zsolnay Porcelánmanufaktúra oldala.